# 梅林庙 (乌审旗)
梅林庙，藏语名“彭楚格却林”，位于内蒙古自治区鄂尔多斯市乌审旗图克镇梅林庙嘎查，是一座藏传佛教格鲁派寺院。

## 简介
该庙始建于乌审旗南部的大保当（今属陕西省榆林市）。清朝康熙年间，朝廷准许在长城以北五里之内的禁留地开垦。乌审旗王爷因为贪图钱财，将长城外三十里的土地租给陕西省榆林地区地主们垦种。当时，住在大保当的沙克达尔梅林的草场也被划为开垦的土地。沙克达尔梅林一直诉至清朝理藩院，终于将越界开垦的草场索要回来。沙克达尔梅林逝世后，当地民众为纪念保卫草场有功的沙克达尔梅林，于道光三十年（1850年）将沙克达尔梅林的佛堂扩建为寺庙，由此该庙得名“梅林庙”。
后来，大保当地区最终仍然被卖掉。光绪二十七年（1901年），梅林庙的众位喇嘛将该庙迁至今乌审旗梅林庙嘎查重建。重建后的梅林庙拥有大经堂12间、神祇庙6间、庙仓5间、乌审召活佛罗桑耶希府12间、喇嘛住房40间。
该庙每年农历正月十三日至十九日举办正月法会，农历四月初一至十六日举办玛尼、守斋法会。农历五月初三祭敖包，五月二十二日跳查玛舞。农历六月十五日至八月初一日举办夏令安居法会，九月二十一日至三十日举办修供仪轨，农历十月二十一日至二十五日举办佛灯法会，农历十二月二十七日至三十日举办年末祭祀法会。
乌审召北殿活佛罗桑耶希担任该庙的住持喇嘛，此外该庙还有掌堂师1人、总管2人、领经师2人、管理员1人，喇嘛70多人。庙仓耕地共有400余亩。
1958年，梅林庙被毁。